# Суперкубок Англії з футболу 1976
Суперкубок Англії з футболу 1976 — 54-й розіграш турніру. Матч відбувся 14 серпня 1976 року між чемпіоном Англії «Ліверпуль» та володарем кубка країни «Саутгемптон». 
| Володар Суперкубка Англії 1976 |
| ------------------------------ |
|                                |
| «Ліверпуль» П'ятий титул       |

## Учасники
| Клуб          | Участей | Роки (жирним виділено перемоги)    |
| ------------- | ------- | ---------------------------------- |
| «Ліверпуль»   | 6       | 1922, 1964, 1965, 1966, 1971, 1974 |
| «Саутгемптон» | дебют   | дебют                              |

## Матч

### Деталі
| 14 серпня 1976 |

| «Ліверпуль» | 1–0      | «Саутгемптон» |
| ----------- | -------- | ------------- |
| Тошак 50'   | Протокол |               |

| Вемблі, Лондон Глядачів: 76 500 Арбітр: Джон Хоумвуд |

|  |  |

| В                |  | Рей Клеменс    |
| З                |  | Філ Ніл        |
| З                |  | Джої Джонс     |
| З                |  | Філ Томпсон    |
| З                |  | Емлін Г'юз (к) |
| ПЗ               |  | Рей Кеннеді    |
| ПЗ               |  | Джиммі Кейс    |
| ПЗ               |  | Джон Тошак     |
| ПЗ               |  | Іан Каллаган   |
| Н                |  | Кевін Кіган    |
| Н                |  | Стів Гайвей    |
| Головний тренер: |  |                |
| Боб Пейслі       |  |                |

| В                |  | Іан Тернер         |  |                  |
| З                |  | Пітер Родрігес (к) |  |                  |
| З                |  | Девід Піч          |  |                  |
| З                |  | Мел Бліт           |  | Замінений        |
| З                |  | Джим Стіл          |  |                  |
| ПЗ               |  | Нік Холмс          |  |                  |
| ПЗ               |  | Пол Гілчріст       |  |                  |
| ПЗ               |  | Боббі Стоукс       |  |                  |
| Н                |  | Майк Ченнон        |  |                  |
| Н                |  | Пітер Осгуд        |  |                  |
| Н                |  | Джим Маккалліог    |  |                  |
| Заміни:          |  |                    |  |                  |
| ПЗ               |  | Г'ю Фішер          |  | Вийшов на заміну |
| Головний тренер: |  |                    |  |                  |
| Лоурі Макменемі  |  |                    |  |                  |